# Uli Winters
Ulrich Richard Winters (* 1965 in Düren) ist Schriftsteller, Medien- und Maschinenkünstler.

## Leben
Uli Winters lebt und arbeitet in Köln. 1999 schloss er das Kunststudium an der Hochschule für bildende Künste Hamburg mit Auszeichnung ab. Seine mechanischen und elektronischen Kunstwerke („Schamanomatics“) waren in zahlreichen Einzel- und Gruppenausstellungen in Deutschland, Österreich, den Niederlanden, Frankreich, Schweden, Norwegen, Irland und den USA zu sehen.
Für die Projekte „Byte“ (1998) und „Hamster“ (1999) erhielt er Auszeichnungen des Festivals „Ars Electronica“ in Linz (Österreich). Seine computergesteuerten automatischen Puppentheater („Dramolettvitrinen“) waren bisher auf mehreren internationalen Figurentheater- und Medienkunstfestivals zu sehen. Von 1998 bis 2000 war er Stipendiat der Günter-Peill-Stiftung in Düren. Von 2000 bis 2004 war er Creative Director und Geschäftsführer der „Raumschiff-Interactive GmbH“ für interaktive Werbung in Hamburg.
Seit 2005 tritt Winters regelmäßig mit dem Schriftsteller Michael Lentz auf, dessen Lesungen er u. a. mit ferngesteuerten Knetmännchen und anderen technischen Performance-Elementen unterstützt. Uli Winters verfasst Karnevalslieder, u. a. für Bernd Stelter und die Bläck Fööss. Ab 2005 war er Mitglied der Freien Akademie der Künste zu Leipzig. 2006/2007 war er für zwei Semester Gastprofessor für Neue Medien am Deutschen Literaturinstitut Leipzig. Im Juli 2006 erhielt er ein Stipendium der Stiftung Dr. Robert und Lina Thyll-Dürr (Schweiz). 2008 war Winters Gastprofessor an der Hochschule für bildende Künste Hamburg. Seit 2008 ist er beim WDR2-Hörfunk als Comedian in verschiedenen Rollen zu hören, u. a. „Tim Mahlzeit“, „Angie und Peer“, „Copacabana“.
Auch „Taxi Knosowski“ auf WDR4 stammt von ihm. Auf der Bühne war Winters bei den beiden WDR2 „Lachen-Live“-Programmen „Das letzte Duell“ und „Die ganze Wahrheit“ zu sehen. Danach war er mit der WDR2 Live-Show „Copacabana-Live“ auf NRW-Tournee.
Gemeinsam mit Tobias Brodowy (in der Rolle des Armin Laschet) ist Winters seit dem 8. Juni 2020 die Stimme des ebenso aus Düren stammenden Karl Lauterbach in „Laschi und Lauti“. Zum Laschi- und Lautiläum, der 200. Ausgabe am 25. März 2021, hatte hier Frank Plasberg eine akustische Cameo-Gastrolle. Das Format wird seit Januar 2022 als Die Ampel-WG fortgesetzt. Baerbocki wird hier von Jacky Feldmann verkörpert.

## Werke
- Michael Lentz/Uli Winters: Gotthelm oder Mythos Claus. Theaterstück. UA: Schauspiel Frankfurt 2007, (Bühnenbild: Uli Winters)
- Lieber Josef. Kurzfilm zum Gedenken an den Maler Josef Ferdinand Seitz[4]